# Ulica Burmistrzowska w Warszawie
Ulica Burmistrzowska w Warszawie – jedna z ulic Nowego Miasta, biegnąca od skarpy wiślanej do ul. Przyrynek.

## Historia
Ulica Burmistrzowska to jedna z nowszych ulic Nowego Miasta. Została wytyczona ok. 1955 roku na terenie należącym wcześniej do kościoła Nawiedzenia Najświętszej Marii Panny. Nazwa ulicy pochodzi od tytułu burmistrza – dawnego najwyższego urzędu miejskiego, sprawowanego przez jednego z rajców, wybieranego corocznie spośród rady miejskiej, osobnej dla Nowej i Starej Warszawy.
Z jednej strony ulicy Burmistrzowskiej znajdują się budynki plebanii kościoła, z drugiej zabudowa jednorodzinna.